# Undibacterium curvum
Undibacterium curvum es una especie de  bacteria gramnegativa del género Undibacterium. Fue descrita en el año 2021. Su etimología hace referencia a curvado. Es aerobia y móvil por flagelo polar. Tiene un tamaño de 0,6-0,7 μm de ancho por 1,1-1,7 μm de largo. Forma colonias amarillas con un círculo rugoso. Temperatura de crecimiento entre 4-37 °C, óptima de 24-30 °C. Catalasa y oxidasa positivas. Es sensible a carbenicilina, ceftriaxona, cefoperazona, eritromicina y ciprofloxacino. Resistente a oxacilina, polimixina y clindamicina. Tiene un genoma de 4,25 Mpb y un contenido de G+C de 51,8%. Se ha aislado de un río en China. 